# Джайпур
Джайпур е град в Индия, столица на щата Раджастан.
Намира се в северозападната част на страната и заема обща площ от 200,40 км², а населението му е 3 046 189 жители (2011 г.) Основан е през 1727 г. Разположен е на 265 км от Делхи в близост до пустиня.

## Известни личности
Починали в Джайпур
- Байрон Сингх Шекхават (1923-2010), политик